# Schola Cantorum (gruppo musicale)
La Schola Cantorum fu un gruppo musicale italiano fondato da Ennio Melis nel 1973.

## Storia

### Gli inizi
Ennio Melis, avendo vari artisti sotto contratto RCA come singoli cantanti, decide di unirne una decina per formare un gruppo canoro per rifacimenti di brani famosi dei cantautori come Cocciante, Venditti, De Gregori, Dalla ecc. A curare gli arrangiamenti e lo studio giornaliero del gruppo viene scelto il musicista Sergio Rendine, giovane avanguardista di musica classica e moderna nonché figlio di Rendine, autore del famoso brano La Pansé. Alla produzione Melis delega Paolo Dossena, che aveva prodotto Sylvie Vartan in Italia, e Mario Simone, proprietari dell'etichetta Delta. Così nasce la Schola Cantorum.
I componenti sono: Merrill Gates detta Mimi; Luisella Mantovani e Gianna Giovannini (queste ultime due voci provenienti da Le Voci Blu, gruppo femminile che aveva inciso alcuni singoli tra il 1969 e il 1972 per la MiMo, la casa discografica fondata da Gianni Morandi e Franco Migliacci); due giovani cantautori, Aldo Donati (autore di brani per Mina ed altri, e attore nel Rugantino insieme ad Enrico Montesano) ed Alberto Cheli, voce guida maschile del gruppo; l'ex tastierista delle Pecore Nere, Enrico Fusco detto Kiko, figlio del noto compositore Giovanni Fusco; Edoardo De Angelis, autore con Gicca Palli del famoso brano Lella; Eddy Viola, autore del brano Quell'uomo e cantante-attore nella commedia musicale Caino e Abele di Tony Cucchiara; Marina Arcangeli, giovane promessa vincitrice di un concorso canoro a Bologna, e Annie Robert, cugina di Riccardo Cocciante, che inciderà da solista col nome d'arte Annie Pascal.
Il debutto del gruppo è nell'album Francesco De Gregori, inciso dal cantautore romano nel 1974 e prodotto da De Angelis: nell'album la Schola Cantorum esegue dei vocalizzi nella canzone Niente da capire; nello stesso anno il gruppo partecipa alla registrazione dell'album Domenica mattina di Anna Melato, nella canzone Nuvole nuvole.
Il 1974 è anche l'anno della registrazione del loro primo album (pubblicato a gennaio del 1975), Coromagia, in cui vengono riprese e arrangiate coralmente canzoni come Roma capoccia di Antonello Venditti, E tu... di Claudio Baglioni, Alice di Francesco De Gregori, Bella senz'anima e Poesia di Riccardo Cocciante, e la celeberrima Lella di Edoardo De Angelis; tra i brani originali è da ricordare Nella testa di Nina di Carla Vistarini e Luigi Lopez, e La fantasia,  di De Angelis - Minghi. L'album riscuote un buon riscontro commerciale. La RCA promuove il gruppo attraverso trasmissioni televisive come Senza Rete (tutti i sabato sera in prima serata Rai 1), Cantagiro, Festivalbar, Festival di Sanremo.

### Il successo
Il gruppo si impose con due pezzi nel 1975: il primo, Lella, brano corale tratto dall'elaborazione fantastica delle storie di vita e di cronaca romana, e subito dopo Le tre campane, cover di Les trois cloches, canzone francese interpretata anche da Édith Piaf e in inglese dai The Browns (con il titolo The Three Bells) e già incisa in italiano con lo stesso testo, ripreso dalla Schola Cantorum, nel 1968 dagli Hoods. Il testo della canzone (di Luciano Beretta) è chiaro e semplice e vi si illustra la vita dell'uomo e le sue stagioni principali, viste attraverso il suono delle campane: quello dedicato alla nascita ("là cala il vento nella valle, un mattino come tanti nasce un uomo"), al matrimonio ("la promessa di una vita che sarà divisa in due") e alla morte ("un riposo tanto dolce non l'aveva avuto mai"). In tutte e tre le occasioni il ritornello apre con "la campana del villaggio oggi suona anche per lui". Il secondo album del gruppo prende il titolo da questa canzone e riscuote successo come il precedente. Sono da citare una reinterpretazione di Annie's song di John Denver (tradotta in italiano da De Angelis, diventa Caterina) e L'aquilone, scritta da Marco Luberti. Gli arrangiamenti sono di Sergio Rendine e la produzione di Paolo Dossena, collaboratore di Lilli Greco e proprietario della Delta, casa di produzione musicale. In questo periodo i membri del gruppo appaiono spesso in televisione, ospiti fissi del programma Senza rete.
Il 1975 è anche l'anno delle collaborazioni con Claudio Baglioni, che li chiama per cantare la canzone ...ed aspettare, contenuta nell'album Sabato pomeriggio, e con Ron, per cui eseguono tutti i cori dell'album Esperienze.
Un'altra loro incisione, intitolata Tema d'amore, viene inserita nella colonna sonora dello sceneggiato televisivo L'amaro caso della baronessa di Carini, e viene pubblicata anche su 45 giri come retro del tema principale del telefilm, cantato da Gigi Proietti.
Il terzo album Coromagia vol. 2 esce nel 1976: ripercorre la strada consueta e quindi vi sono nuove cover di cantautori come Campo de' fiori di Antonello Venditti, Questa sporca vita di Paolo Conte, Piccola mela di Francesco De Gregori e la bella Silvia di Renzo Zenobi; completa il disco La mia musica, un brano inedito che viene pubblicato anche su singolo, partecipa ad Un disco per l'estate e al Festivalbar e ottiene un buon successo di vendita.

### Il declino
Nel 1977 Edoardo De Angelis decide di abbandonare il gruppo per dedicarsi alla carriera solista. Nel 1978 partecipano al Festival di Sanremo con Il mio amore, che ottiene un risultato inferiore alle aspettative. Dopo Sanremo lasciano il gruppo per disaccordi prima Eddy Viola, poi Marina Arcangeli. Il singolo successivo, una loro versione de La montanara, un noto canto popolare, non riscuote successo.
Tutto ciò, unito alle aspirazioni di molti componenti verso una carriera solista (escono alcuni singoli di Aldo Donati e Alberto Cheli), porta il gruppo verso lo scioglimento, che avviene nel 1980, dopo la pubblicazione dell'album Il mondo in tasca, che passa inosservato.
Nel 1983 alcuni elementi si riuniscono e pubblicano un singolo, ignorato dal pubblico. Tre anni dopo il gruppo cambia denominazione in Nova Schola Cantorum e partecipano a Sanremo con Azzurra anima, che viene eliminato dopo il primo ascolto.
Nel 1993, con il nome originario, sono ancora una volta al Festival col brano Sulla strada del mare.
La formazione comprende un nuovo membro, Stefania La Fauci.
Nel 1995 incidono un album, contenente tra l'altro le loro versioni di Ma il cielo è sempre più blu di Rino Gaetano e La donna cannone di Francesco De Gregori.
Dopo quest'incisione i diversi componenti si dedicano nuovamente alle loro attività soliste.

## Discografia

### Album
- 1975 - Coromagia
- 1975 - Le tre campane
- 1976 - Coromagia vol. 2
- 1979 - Il mondo in tasca
- 1995 - Schola Cantorum
- 2010 - Ora

### Raccolte
- 1978 - Quando il canto è poesia
- 1986 - Speciale Sanremo 86 con il brano Azzurra anima
- 1994 - I successi della Schola Cantorum
- 1997 - Il meglio
- 1997 - Le tre campane
- 1993 - Sanremo Festival 93 con il brano Sulla strada del mare

### Singoli
- 1975 - Le tre campane/Dormi
- 1975 - Ballata di Carini/Tema d'amore (split con Gigi Proietti)
- 1976 - La mia musica/Stelle
- 1977 - Agualimpia/Wimoweh
- 1978 - Il mio amore/Pierrot
- 1978 - La montanara/Aiuto
- 1979 - Armonia/La felicità
- 1979 - Tata t'amerò/L'uomo nero (con Roberto Viscarelli)
- 1983 - Festa grande/Pensaci su
- 1986 - Azzurra anima/Raggio di luna (come Nuova Schola Cantorum)